# Grantwood Village
Grantwood Village és una població dels Estats Units a l'estat de Missouri. Segons el cens del 2000 tenia 883 habitants.

## Demografia
Segons el cens del 2000, Grantwood Village tenia 883 habitants, 347 habitatges, i 284 famílies. La densitat de població era de 405,9 habitants per km².
Dels 347 habitatges en un 28% hi vivien nens de menys de 18 anys, en un 74,4% hi vivien parelles casades, en un 6,6% dones solteres, i en un 17,9% no eren unitats familiars. En el 17,3% dels habitatges hi vivien persones soles el 14,1% de les quals corresponia a persones de 65 anys o més que vivien soles. El nombre mitjà de persones vivint en cada habitatge era de 2,54 i el nombre mitjà de persones que vivien en cada família era de 2,86.
Per edats la població es repartia de la següent manera: un 23% tenia menys de 18 anys, un 3,3% entre 18 i 24, un 17,9% entre 25 i 44, un 26,8% de 45 a 60 i un 29% 65 anys o més.
L'edat mediana era de 50 anys. Per cada 100 dones de 18 o més anys hi havia 89,4 homes.
La renda mediana per habitatge era de 91.754 $ i la renda mediana per família de 90.844 $. Els homes tenien una renda mediana de 66.250 $ mentre que les dones 35.417 $. La renda per capita de la població era de 52.008 $. Entorn del 0,7% de les famílies i l'1,8% de la població estaven per davall del llindar de pobresa.

## Poblacions més properes
El següent diagrama mostra les poblacions més properes.